# Angus Ta'avao

a Compétitions nationales et continentales officielles uniquement.

b Matchs officiels uniquement.
Dernière mise à jour le 16 septembre 2021.
Angus Ta'avao, né le 22 mars 1990 à Auckland (Nouvelle-Zélande), est un joueur de rugby à XV international néo-zélandais, évoluant au poste de pilier. Il joue avec la franchise des Chiefs en Super Rugby depuis 2018, et avec la province d'Auckland en NPC depuis 2020.

## Carrière

### En club
Né à Auckland, Angus Ta'avao est éduqué à l'école privée de Dilworth dans cette même ville, où il commence la pratique du rugby, tout en jouant en parallèle avec le club des Auckland Marist. En 2010, il est appelé en cours de saison pour jouer avec la province d'Auckland en NPC. Il devient ensuite un membre régulier de l’effectif de cette province jusqu'en 2013.
Après deux saisons avec Auckland, il est retenu par la franchise des Blues pour disputer la saison 2012 de Super Rugby. Dès sa première saison avec la franchise d'Auckland, il dispute sept rencontres, toutes en tant que titulaire. Il fait ses débuts en Super Rugby le 2 mars 2012 contre les Chiefs. Il joue cinq saisons avec les Blues, et dispute 49 matchs, dont seulement 18 titularisations, en raison de la concurrence du All Blacks Charlie Faumuina et d'Ofa Tu'ungafasi à son poste de pilier droit,.
En 2014, il change de province de NPC et rejoint Taranaki, avec qui il joue pendant deux saisons.
En 2016, il quitte la Nouvelle-Zélande et signe un contrat de deux saisons avec la franchise australienne des Waratahs,. Ce départ fait suite à une volonté d'obtenir davantage de temps de jeu, ainsi que de devenir international australien, ce qui possible car la mère de Ta'avao est australienne. S'il joue régulièrement lors de sa première saison (15 matchs), en se partageant le poste avec Tom Robertson, le retour de Sekope Kepu en 2017 fait chuter considérablement son temps de jeu (7 matchs dont aucune titularisation). Parallèlement, il joue également avec les Sydney Rays en NRC et les Northern Suburbs en Shute Shield,.
Non conservé par les Waratahs, il rentre en Nouvelle-Zélande disputer le NPC 2017 avec Taranaki. 
Au cours de la saison 2018, il est appelé par les Chiefs afin de compenser les blessures de Nepo Laulala et Atu Moli. Après une bonne saison, il prolonge son contrat avec les Chiefs jusqu'en 2020. En mai 2019, il atteint la barre des 100 matchs joués en Super Rugby, à l'occasion d'un match contre son ancienne équipe des Blues,.
En 2020, il manque une bonne partie de la saison de Super Rugby à la suite d'une blessure au quadriceps. Plus tard la même année, il fait son retour à Auckland pour disputer la saison 2020 de NPC. Il prolonge également son contrat avec les Chiefs pour une saison supplémentaire.
Lors de la saison 2021 de Super Rugby, il retrouve son meilleur niveau, et participe activement au bon parcours des Chiefs qui terminent finaliste du Super Rugby Aotearoa,.

### En équipe nationale
Angus Ta'avao est sélectionné pour évoluer avec l'équipe de Nouvelle-Zélande des moins de 20 ans en 2010, et participe au championnat du monde junior, que son équipe remporte.
En avril 2016, il est appelé par le sélectionneur australien Michael Cheika à un camp d'entrainement de l'équipe d'Australie,. Il ne connaitra cependant aucune sélection avec les Wallabies.
En août 2018, il est sélectionné pour la première fois par Steve Hansen pour évoluer avec les All Blacks, profitant alors de la blessures de nombreux joueurs dont Joe Moody,. Il connait sa première cape, le 29 septembre 2018, à l’occasion d’un match contre l'équipe d'Argentine à Buenos Aires, lors du Rugby Championship 2018.
En août 2019, il est retenu dans le groupe de 31 joueurs sélectionné pour disputer la Coupe du monde au Japon. Il dispute les trois matchs lors de la phase de poule, contre l'Afrique du Sud, le Canada, la Namibie. Il est ensuite sur le banc des remplaçants lors du quart de finale contre l'Irlande, lors de la demi-finale perdue face à l'Angleterre, puis lors du match pour la troisième place contre le pays de Galles,. 

## Palmarès

### En club et province
- Vainqueur du National Provincial Championship en 2014 avec Taranaki.

### En équipe nationale
- Vainqueur du championnat du monde junior en 2010.

- Vainqueur du Rugby Championship en 2018, 2021 et 2022.

## Statistiques
Au 25 septembre 2024, Angus Ta'avao compte 23 capes en équipe de Nouvelle-Zélande, dont quatre en tant que titulaire, depuis le 29 septembre 2018 contre l'équipe d'Argentine à Buenos Aires. Avec les Kiwis, il dispute deux Coupe du monde en 2019. Il participe à quatre éditions du Rugby Championship, en 2018, 2019, 2021 et 2022. Il dispute six rencontres dans cette compétition.